# フル・モンティ
『フル・モンティ』（The Full Monty）は、1997年のイギリス・アメリカのハートフルコメディ映画。
監督はピーター・カッタネオ、出演はロバート・カーライルとマーク・アディなど。
今は衰退してしまったが、かつては鉄鋼業で大いに栄えたイングランドのシェフィールドを舞台に、鉄工所を解雇され失業中の金欠中年男6人が一攫千金を狙って「Steel Stripper」（鉄鋼ストリッパー。工業的な意味ではなく文字通りの）と揶揄されつつ男性ストリップ・ショーに出演するまでの様子を描く。
2000年にはブロードウェイでミュージカル化され（フル・モンティ (ミュージカル)）、トニー賞にもノミネートされた。

## ストーリー
不況の嵐吹くシェフィールド。 失業に喘ぐ男たちをよそに、女たちは熱狂の渦の中にあった。その日、巡業でやって来た男性ストリップ集団「チッペンデール」のショーが行なわれているのだ。その事を知ったガズも、一人息子を抱えて失業中の身であった。女たちの過熱ぶりを見たガズは、「これしかない!」と決意する。そして始まった仲間集めの為のオーディション。そこへ集まったのは、やはりそれぞれに事情を抱える男たちだった。

## キャスト

### 愛すべき6人の男たち
本作中の愛すべき6人の男たちの境遇は以下の通り。それぞれに失業問題、親と子の問題、夫と妻の問題、ジェンダー、同性愛、人種問題など、様々な社会問題の縮図を抱えていて、彼らの境遇が本作をより深みのある作品に仕上げている。
ガズ
演 - ロバート・カーライル、日本語吹替 - 家中宏
鉄工所を解雇されてから職安通いの日々。離婚した元妻に単独親権を通告される。自分の息子ネイサンの共同親権を確保するためには養育費として700ポンドを支払わなければならないが、そのような金は無い。シェフィールドに興行でやってきた男性ダンサーが大金を稼いでいることを見て「フル・モンティ」を思いつく。仲間を集め練習を行うが、言い出しっぺであるにもかかわらず本番直前の楽屋から観客席を覗いて女性限定のはずの観客の中に男性や警官が混じっていることに怖気づいてしまい、「男の前で裸になる位なら自殺した方がましだ」といって出演拒否する。結局、息子に「男を見せろ」と言われ、数分遅れでステージに立つ。離婚した元妻も観客席の最前列に居た。
デイヴ
演 - マーク・アディ、日本語吹替 - 塩屋浩三
ガズの親友。デブ。自分の体型と失業が原因ですっかり自信喪失状態にある。不能のため妻との夜の生活にも応じられない。妻に曰く「ヒマを持て余すって疲れるんだ」。本作終盤部分においてヒモパンツを隠し持っていたのが妻にバレてしまい、妻に誤解され浮気を疑われるが、デイヴは事の次第を妻に伝え理解を得る。
ジェラルド
演 - トム・ウィルキンソン、日本語吹替 - 小林修
鉄工所時代はガズたちの上司であった。社交ダンスの素養があったため、ガズとデイヴに無理やり仲間に入れさせられる。失業したからといって生活レベルを落とす訳にもいかないため、鉄工所を解雇され就職活動中であることを妻に打ち明けられないでいる。一方、妻は夫が会社を解雇されたことなど知る由もなくカードで買物を続けている。結局、家財の差し押さえにあい失業のことが発覚するが、妻の怒りの矛先は失業していたことそれ自体ではなく夫が半年間嘘をついていたことに向けられる。妻に家を追い出されるが、仕事も見つかりハッピーエンディング（フル・モンティ実行）を迎えた後のことは本作では描かれていない。
ロンパー
演 - スティーヴ・ヒューイソン、日本語吹替 - 江原正士
病気の母と2人暮らし。失業後、深夜勤務の警備員の職を得るが、友人もなく監視モニターとの睨めっこの仕事の日々にすっかり気がめいってしまい、排ガス自殺未遂を果たす。たまたまガズと一緒に通りかかったデイヴの機転で一命をとりとめるが、この事がきっかけで、ガズに「裸踊りが一種のセラピーになるだろう」ということで仲間入りする。
ホース
演 - ポール・バーバー、日本語吹替 - 池田勝
老年の黒人。ガズたちが開いたオーディションで得意のブレイクダンスを披露して合格し、そのままオーディションの面接官になる。ただ、老年のため少し足元が怪しい。ダンスのレッスンの際、6人のキメのポーズがなかなかうまく行かず、どうしたものかと言う時に「サッカーのオフサイドトラップのようにやればいい」と的確な助言を行う。
ガイ
演 - ヒューゴ・スピアー、日本語吹替 - 平田広明
オーディションでのダンスはNGであったが、自慢のイチモツで見事合格。ちなみに、ロンパーの母の葬儀の時にはロンパーとデキてしまっていた。葬儀に列席したガズとデイヴに「俺は女とも手を繋がないのに。ちゃんと繋ごう。それにしても芸を極めるのも大変だよな。奴らはゲイを極めちまった」と不謹慎なヒソヒソ話をされていた。

### 他の登場人物
マンディ
演 - エミリー・ウーフ、日本語吹替 - 小林優子
ガズの別れた妻。
ネイサン
演 - ウィリアム・スネイプ、日本語吹替 - 高山みなみ
ガズの一人息子。

その他の日本語吹き替え
西宏子、滝沢久美子、加藤精三、山野井仁、児玉孝子、幸田夏穂、宮寺智子、大橋世津、松本大、鈴木英一郎、岩田安生

## 受賞
- エディンバラ国際映画祭 観客賞
- アカデミー作曲賞 コメディ／ミュージカル部門
- 英国アカデミー賞 作品賞、主演男優賞、助演男優賞、観客賞
- ヨーロッパ映画賞 作品賞、観客賞
- MTVムービー・アワード 新人監督賞

## ミュージカル
- ブロードウェイ版では、アメリカで受け入れられ易いように人物設定などが変更されている。
- トニー賞で9部門にノミネートされた。